# Майер-Кански, Ана
Ана Майер-Кански (словен. Ana Mayer-Kansky; 20 июня 1895, Ложе — 3 ноября 1962, Подград) — первая словенская женщина-химик и доктор химии.

## Биография
Родилась в семье Карла Майера, словенского предпринимателя. Мать — Ана Деяк, уроженка местечка Сеножече, где находилась известная пивоварня и делалось прошутто. Ана, которую в семье называли Анкой, посещала школу в Випаве (1902—1907), лицей и классическую гимназию в Любляне. Она стала известна как одна из первых девочек, которым позволили учиться в гимназии.
В 1914—1918 годах Ана училась на философском факультете Венского университета, где изучала химию в качестве основного предмета и физику в качестве дополнительного. Однако умирающий отец перед поступлением уговорил Ану заработать деньги на учёбу, поскольку давал матери клятву, что не будет сам отправлять Ану учиться. Девушка должна была собирать абрикосы в садах и продавать их в Триест и Горишку, чтобы накопить средства на учёбу. Собрав деньги, она отправилась учиться в Вену, где познакомилась с одним из депутатов парламента Австро-Венгрии от Истрии, который позволил ей и её подруге Клаудии Габриелчич спокойно посещать заседания парламента. Обе они присутствовали на церемонии принятия Майской декларации Югославянским клубом.
События, которые привели к распаду Австро-Венгрии, обернулись тем, что руководство Венского университета обязало славянских студентов немедленно покинуть университет. Ана в итоге оканчивала своё образование в Люблянском университете, а в 1920 году написала диссертацию «О воздействии формалина на крахмал» и стала первой женщиной-доктором наук Люблянского университета. В 1921 году она вышла замуж за Евгена Канского, профессора медицинского факультета Люблянского университета; в браке родились дети Алексей, Евген и Нушо. В 1922 году супругами был основан первый завод по производству серного эфира, диэтилового эфира и других химических продуктов. На Крековой площади, где проживала семья, в здании на первом этаже располагались помещения руководства и лаборатория, а также склад с реактивами и материалами, необходимыми для экспериментов. Завод был захвачен немцами в годы войны, а в послевоенные годы национализирован как «Завод химической продукции "Arbo"».
В 1978 году Университет Падуи включил посмертно Ану Майер-Кански в список 100 величайших женщин: она заняла 72-е место как обладательница степени доктора наук, которую получила в 1920 году.